# بيل واتكينز
بيل واتكينز (بالإنجليزية: Bill Watkins)‏ هو مهندس أمريكي، ولد في 1953 في فنزويلا.

## وصلات خارجية
- بيل واتكينز على موقع إن إن دي بي (الإنجليزية)